# Dedići
Dedići es un pueblo en el municipio de Srebrenik, Bosnia y Herzegovina.

## Historia
El asentamiento de Dedići se creó en 1971 al separarlo del asentamiento de Seona.

## Demografía
Según el censo de 2013, su población era de 761 habitantes.
| 361           | 524 | 669 | 761 |
| (Fuente: INE) |     |     |     |